# خميس مذيور (الحيمة الخارجية)

تعديل مصدري - تعديل

خميس مذيور هي إحدى قرى عزلة المخلاف بمديرية الحيمة الخارجية التابعة لمحافظة صنعاء، بلغ تعداد سكانها 375 نسمة حسب تعداد اليمن لعام 2004.